# Petra (namn)

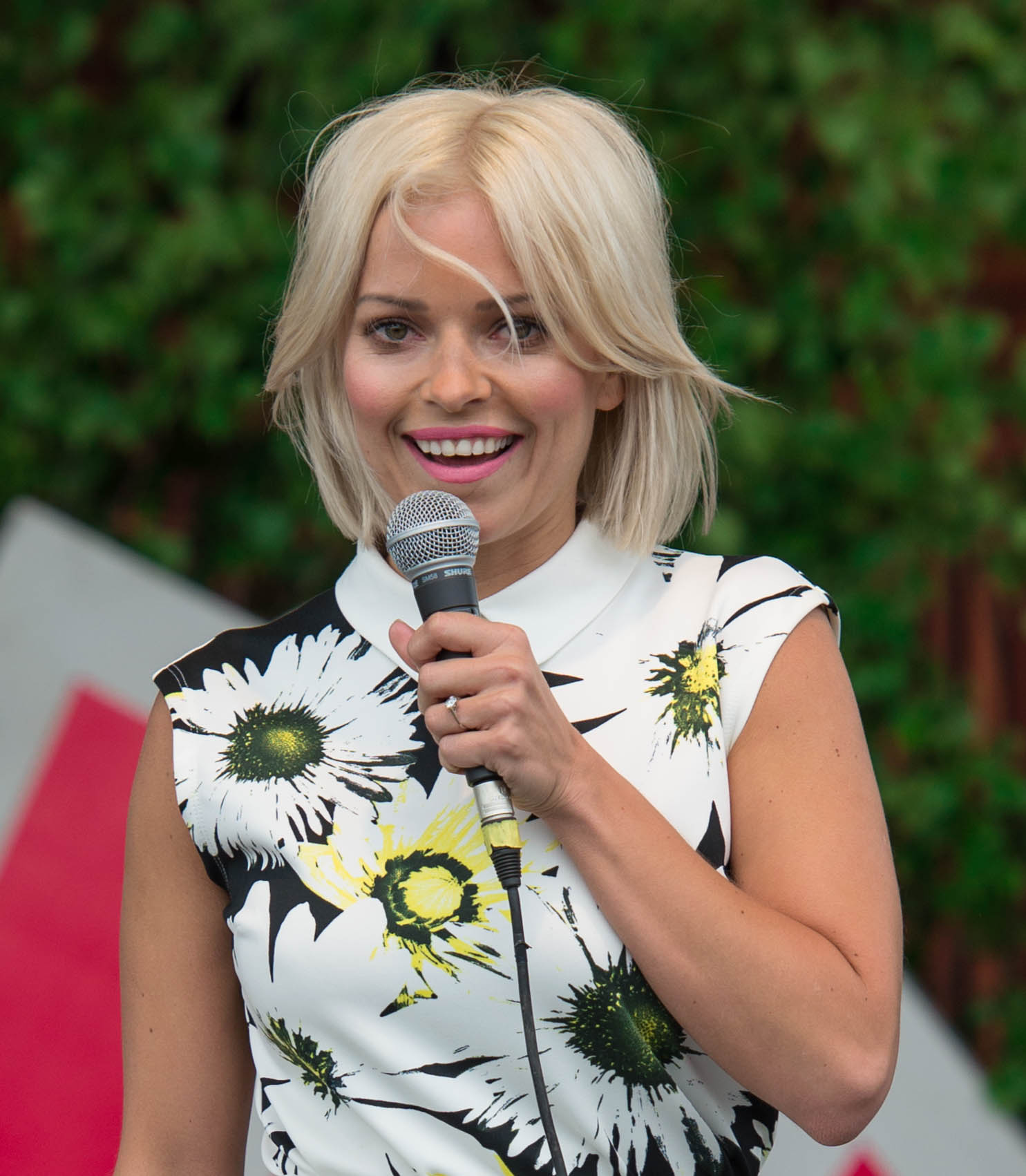
Petra Marklund, 20105.

Petra är ett kvinnonamn med grekiskt ursprung. Namnet är en femininform av Petrus, från grekiska Petros som är en direktöversättning av arameiska Kefas som betyder 'klippa'.
Jesus kallade sin lärjunge Simon för Petros. Och på den uppenbarelse Simon Petrus hade av Jesus som Messias skulle Jesus enligt Matteusevangeliet bygga sin församling på.
Namnet var populärt under 1970-talet men har sedan gradvis avtagit i användning. Den 31 december 2005 fanns det totalt 14 911 personer i Sverige med namnet Petra, varav 10 976 med det som tilltalsnamn. År 2003 fick 61 flickor namnet, varav 18 fick det som tilltalsnamn
Namnsdag: 29 juni (1986–1992: 7 mars, 1993–2000: 9 juni). I den finlandssvenska namnsdagslängden har Petra namnsdag 29 juni sedan 1973.

## Personer med namnet Petra
- Petra Behle, tysk skidskytt
- Petra Brylander, skådespelerska, teaterchef
- Petra Felke, (öst)tysk friidrottare
- Petra Kelly, tysk politiker
- Petra Kronberger, österrikisk utförsåkare
- Petra Lundh, rikspolischef
- Petra Marklund, sångerska
- Petra Mede, komiker
- Petra Nielsen, artist
- Petra Nordlund, nyhetsankare
- Petra Petersen, dansk motståndskvinna och politiker
- Petra Schneider, östtysk simmare
- Petra Söderlund, litteraturvetare
- Petra Östergren, feministisk skribent